# Lipovianske pieskovce
Lipovianske pieskovce jsou přírodní památka v katastrálním území Lipovany v okrese Lučenec v Banskobystrickém kraji na Slovensku. Území bylo vyhlášeno či novelizováno v roce 1990 a jeho rozloha je 0,13 hektaru. Předmětem ochrany je geologický profil, který je stratotypovou lokalitou lipovianských pískovců s výskytem sférických konrecí a zkamenělin.